# Postraub auf hoher See
Postraub auf hoher See (Originaltitel: The Mailman) ist ein US-amerikanisches Krimidrama aus dem Jahr 1923 von Emory Johnson mit Ralph Lewis in der Hauptrolle. Der Film wurde von Film Booking Offices of America produziert.

## Handlung
Bob und Johnnie Morley werden für ihre jahrelangen treuen Dienste als Postboten gewürdigt. Bob ist ein stolzer Vater, der seinem Sohn beigebracht hat, harte Arbeit und Hingabe für den Beruf zu schätzen. Beide haben sich den Respekt und die Bewunderung ihrer Kollegen und der Gemeinde erarbeitet. Johnnie nimmt eine Beförderung an, um auf dem Postschiff Enterprise Dienst zu tun. Das Schiff transportiert die Einschreiben der Post. 
Eines Nachts, während er auf dem Postschiff arbeitet, kommt es zu einem Raubüberfall. Während des Raubüberfalls wird ein Postbeamter erschossen und Johnnie ist der einzige Zeuge. Die Verbrecher beschließen, Johnnie umzubringen und über Bord zu werfen. Glücklicherweise wird er von einer Yacht vor dem Ertrinken gerettet. Johnnie entdeckt jedoch, dass es sich bei dem Boot um einen Alkoholschmuggler handelt, der am Raubüberfall auf die Enterprise beteiligt ist.
Die Besitzer der Yacht entdecken, dass Johnnie Zeuge des Raubüberfalls und des Mordes war. Bevor sie ihn wieder ins Meer werfen können, flüchtet Johnnie in den Funkraum des Schiffs und sendet eine Warnung an die Pazifikflotte. Nachdem er den Standort der Yacht ermittelt hat, mobilisiert der Flottenkommandant Admiral Fleming seine Kräfte, um das Schmugglerboot abzufangen, das schließlich von zehn Kampfschiffen der Pazifikflotte verfolgt und zerstört wird. Während des Gefechts rettet sich Johnnie, wird aber wegen Raub und Mord verhaftet und vor Gericht gestellt. Bob Morley ruft verzweifelt jeden an, den er kennt, und bittet um Hilfe, um seinen Sohn zu retten. Das Gericht befindet Johnnie des Mordes für schuldig und verurteilt ihn zum Tode durch den Strang. Während er auf seine Hinrichtung wartet, gesteht der eigentliche Täter. Johnnie wird entlastet und Vater und Sohn sind wieder vereint.

## Hintergrund
Gedreht wurde der Film von Mitte Mai bis Ende Juli 1923 in den R-C-Studios in Hollywood.

## Veröffentlichung
Die Premiere des Films fand am 9. Dezember 1923 statt. 1925 kam er in Österreich in die Kinos.

## Kritiken
Mary Kelly beschrieb den Film in der Movie Picture World als großzügig in Herzensangelegenheiten und Nervenkitzel. Der Film habe die gleiche Aufrichtigkeit und Einfachheit des Themas mit einem Unterton von Drama, die in einem aufregenden Höhepunkt endet, wie die vorherigen Filme des Regisseurs.